# Naval Air Station Kingsville
Base aéronavale de Kingsville
La Naval Air Station Kingsville (NAS Kingsville) est une base d'aéronautique navale américaine située à Kingsville, au Texas.
Le NAS Kingsville est sous la juridiction de la Navy Region Southeast (en) et est le quartier général de la Training Air Wing Two. La station exploite également un aérodrome satellite à proximité, Naval Auxiliary Landing Field Orange Grove (en) (NALF Orange Grove).

## Origine
Fondée en 1942 sous le nom de Naval Auxiliary Air Station (NAAS) Kingsville, elle servait à proximité de la NAS Corpus CHristi en tant que terrain auxiliaire, aidant à former de nombreux pilotes de l'US Navy pour la Seconde Guerre mondiale. En 1968, l'aérodrome a été renommé Naval Air Station Kingsville et a accueilli des opérations d'entraînement au pilotage tout au long de son existence. De plus, le NAS Kingsville organise et accueille le spectacle annuel Wings Over South Texas Air Show.

## Unités subordonnées
- Training Air Wing Two :

| Code  | Insigne | Escadron             | Surnom        | Aéronef       |
| ----- | ------- | -------------------- | ------------- | ------------- |
| VT-21 |         | Training Squadron 21 | Red Hawks     | T-45C Goshawk |
| VT-22 |         | Training Squadron 22 | Golden Eagles | T-45C Goshawk |

- Détachement du Naval Air Training Command
- Détachement du 370th Transportation Company de l'United States Army Reserve
- Naval Branch Health Clinic Kingsville